# 5597 Warren
5597 Warren este un asteroid din centura principală de asteroizi.

## Descriere
5597 Warren este un asteroid din centura principală de asteroizi. A fost descoperit pe 5 august 1991 la Observatorul Palomar de Henry E. Holt. El prezintă o orbită caracterizată de o semiaxă mare de 2,44 ua, o excentricitate de 0,21 și o înclinație de 4,6° în raport cu ecliptica.